# Amambanda
Amambanda är en låt framförd av Treble. Den är skriven av Caroline Hoffman, Niña van Dijk och Djem van Dijk.
Låten var Nederländernas bidrag i Eurovision Song Contest 2006 i Aten i Grekland. I semifinalen den 18 maj slutade den på tjugonde plats med 22 poäng vilket inte var tillräckligt för att gå vidare till finalen.